# Надзвичайні і Повноважні Посли країн Північної Америки в Україні
Надзвичайні і Повноважні Посли країн Північної Америки в Києві (Україна). Інформація актуальна станом серпень 2019 року.

## Гватемала
1. Ларс Енріке Піра Перес (Lars Enrik Pira Peres) (2006—2008)[1]
2. Артуро Ромео Дуарте Ортіз (Arturo Romeo Duarte Ortiz) (2008—2013)
3. Герберт Естуардо Менесес Коронадо (Herbert Estuardo Meneses Coronado) (2013—2017)
4. Хосе Франсіско Калі Тсай (Jose Francisco Cali Tzay) (2018-)[2][3]
5. Хорхе Альфредо Лемке Аревало (Jorge Alfredo Lemke Arevalo) (2022—2025)
6. Сандра Нор'єга (Sandra Noriega) (з 2025)[4]

## Домініканська Республіка
1. Франсіско Карабальйо (Francisco A. Caraballo) (2021-)[5]

## Канада
1. Нестор Гайовський (Nestor Gayowsky) (1992)
2. Франсуа Антуан Матіс (Francois A. Mathys) (1992–1995)
3. Крістофер Вестдал (Christopher Westdal) (1996–1998)
4. Дерек Фрейзер (Derek Fraser) (1998–2001)
5. Ендрю Норвал Робінсон (Andrew Norwell Robinson) (2001–2005)
6. Абіна Данн (Abina M. Dann) (2005–2008)
7. Даніель Карон (G. Daniel Caron) (2008–2011)
8. Трой Лулашник (Troy Lulashnyk) (2011–2014)
9. Роман Ващук (Roman Waschuk) (2014-2019)
10. Лариса Ґаладза (Larisa Galadza) (2019-2023)
11. Наталка Цмоць (Natalka Cmoc) (з 2023)

## Куба
1. Серхіо Лопес Бріель (Lopez Bruel Sergio) (1994—1999)[6]
2. Чапо Хосе Діонісіо Пераса (Jose Dionisio Peraza Chapeau) (1999—2003)
3. Хуліо Гармендія Пенья (Julio Garmendia Pena) (2004—2008)
4. Фелікс Леон Карбальо (Felix Leon Karbalo) (2008—2012)
5. Ернесто Антоніо Сенті Даріас (Ernesto Antonio Sentí Darias) (2012—2016)
6. Оскар Сантана Леон (Oscar Santana León) (2016—2018) т.п.
7. Натача Діас Агілера (Natacha Díaz Aguilera) (2018 —)[7] т.п.

## Коста-Рика
1. Мануель Антоніо Баррантес Родрігес (Manuel Antonio Barrantes Rodríguez) (2009-2011)[8]

## Мексика
1. Франсіско Хосе Крус Гонсалес (Francisco José Cruz González) (2001[9]-2005), за сумісництвом
2. Сесар Оскар Окаранса Кастаньєда (Cesar Oscar Ocaranza Castaneda) (2005–2009) т.п.
3. Беренісе Рендон Талавера (Berenice Rendon Talavera) (2009–2014)
4. Марія Луїза Беатріс Лопес Гаргальйо (María Luisa Beatriz López Gargallo) (2014-2019)
5. Ольга Беатріс Гарсія Гійен (Olga Beatriz García Guillén)(2019-)[10].

## Нікарагуа
1. Луіс Альберто Моліна Куадра (Luis Alberto Molina Cuadra) (2011-)

## Панама
1. Антоніо Фотіс Такіс Очоа (Antonio Fotis Taquis Ochoa) (2006-2011)[11] з резиденцією в Афінах[12].
2. Фелісія Душка Пападімітріу (Felicia Dushka Papadimitriu) (2012-2013)[13][14]
3. Аймард Ірам Хіменес Гранд (Aymard Jiménez Granda) (2013-2018)[15]
4. Енріке Антоніо Зарак Лінарес (Enrique Antonio Zarak Linares) (2018-), з резиденцією у Варшаві.

## Сальвадор
1. Клаудія Іветте Канхура де Сентено (Claudia Canjura de Centeno) (2015-2016)[16], з резиденцією у Москві

## США
1. Джон Ґундерсен (Jon Gundersen) (1992), т.п.
2. Роман Попадюк (Roman Popadiuk) (1992–1993).
3. Вільям Ґрін Міллер (William Green Miller) (1993–1998).
4. Стівен Карл Пайфер (Steven Karl Pifer) (1997–2000).
5. Карлос Паскуаль (Carlos Pascual) (2000–2003).
6. Джон Едвард Гербст (John E. Herbst) (2003–2006).
7. Вільям Тейлор (William B. Taylor) (2006–2009).
8. Джон Теффт (John F. Tefft) (2009–2013).
9. Джеффрі Пайєтт (Geoffrey Pyatt) (2013-2016).
10. Марі Йованович (Marie Louise Yovanovitch) (2016-2019).
11. Джозеф Пеннінгтон (Joseph Pennington) (2019), в.о.т.п.
12. Крістіна Квін (Kristina A. Kvien) (2019), т.п.
13. Вільям Тейлор (William B. Taylor) (2019-2020), т.п.
14. пані Крістіна Квін (2020-2022), т.п.
15. пані Бріджит Брінк (2022-)

## Ямайка
1. Гершел Дейл Андерсон (Herschel Dale Anderson) (1998-)
2. Джой Алфреда Вілер (Joy Alfreda Wheeler) (2007-2013)
3. Маргарет Ен Луїс Джобсон (Margaret Anne Louise Jobson) (2016-)[17]